# Toni Lewis
Toni Lewis est une actrice américaine.
Connue pour le rôle du Détective Terri Stivers dans la série Homicide de 1996 à 1999, elle joua dans de nombreux épisodes de célèbres séries comme Oz en 2002 ou encore Shérifs à Los Angeles en 2004.

## Filmographie
- 1996-1999 : Homicide - Saisons 5 à 7
- 2000 : New York 911 - Saison 1
- 2000 : Homicide (TV) de Jean de Segonzac
- 2002 : Oz - Saison 5
- 2002 : As the World Turns - Saison 46
- 2002 : Sur écoute - Saison 2
- 2003-2004 : Shérifs à Los Angeles - Saison 1
- 2004 : The Jury - Saison 1
- 2006 : Dr House - Saison 2
- 2006 : Heroes - Saison 1